# ストラクチャー
ストラクチャー (structure) とは、構造及び機構を指す言葉である。
鉄道模型・特撮模型においては、情景を再現する為に使われる建物などの模型を指す。

## 鉄道模型としてのストラクチャー

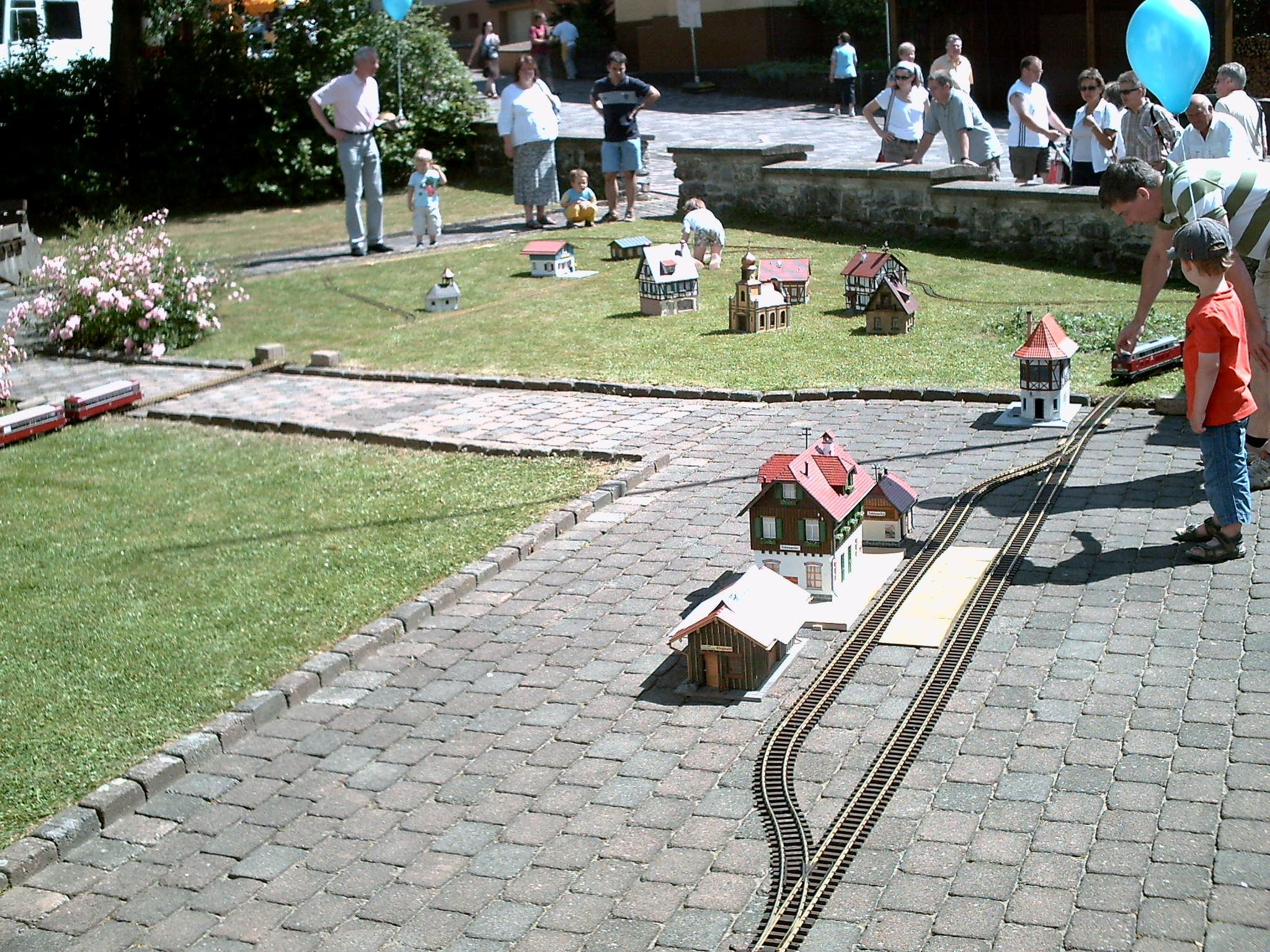
Gゲージのストラクチャー

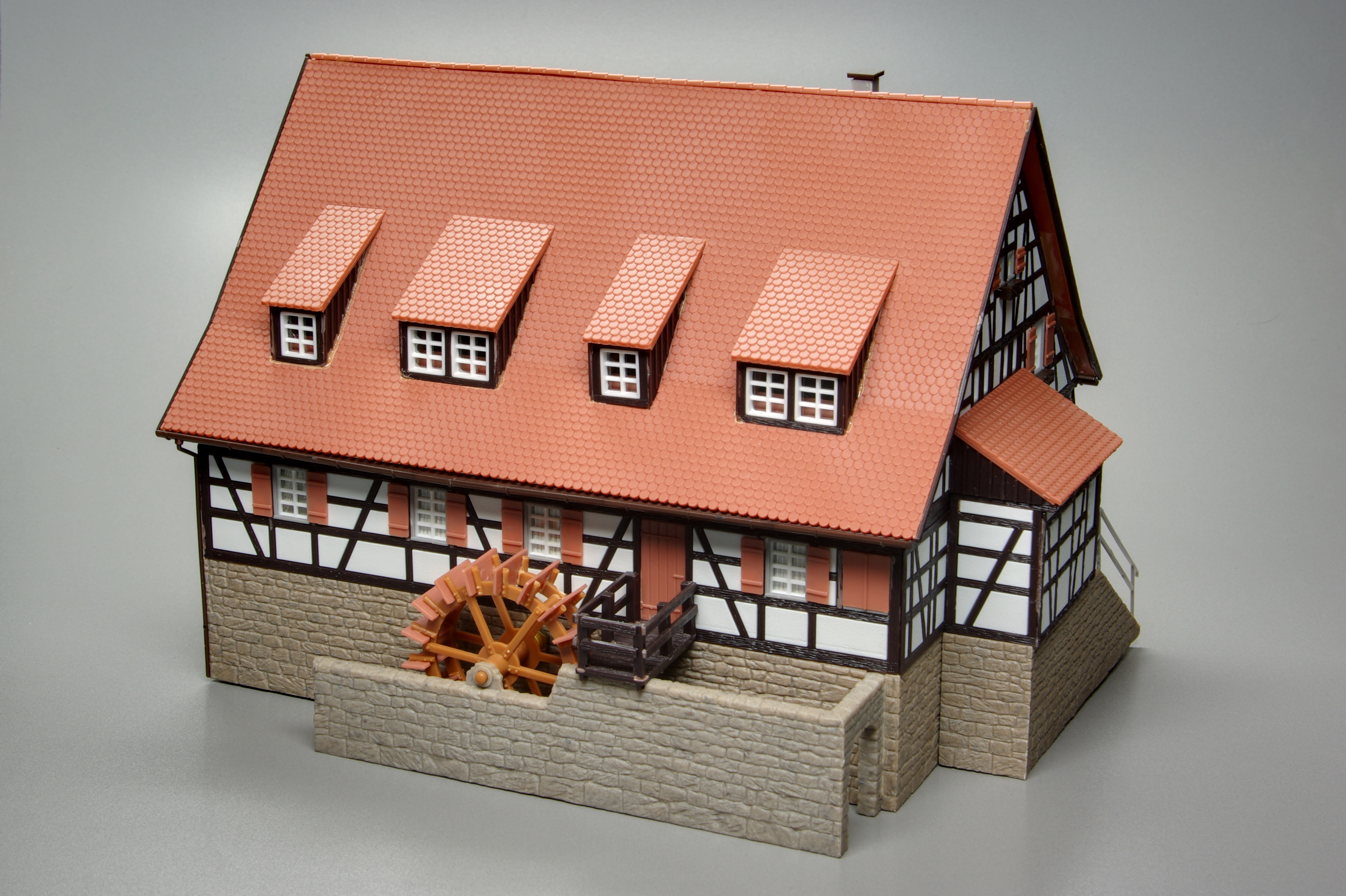
ファーラー社のストラクチャーの一例（キット完成例）

- 大別して鉄道関連施設（駅舎やプラットホーム、車庫、信号所など）と、それ以外の一般の建物（住宅や店舗、工場など）がある。店舗の場合、実在の企業名を使用した製品も存在する（権利元の企業から承諾を受けたもの）。
- 主にレイアウトやジオラマを製作する際に使用するが、床にレールを引いただけの状態でも鉄道の雰囲気を出すため並べる事も多い。
- 車両模型と同様に完成品とキットの両形態がある。素材は、紙、プラスチック、金属（真鍮やホワイトメタル）などが使われている。
- 目的の建物が既存商品に存在しない場合や、細密さを追求する場合には様々な素材を使って自作（フルスクラッチ）する場合もある。
- プラモデルや建築模型の模型建物（城や寺社など）がストラクチャーとしてレイアウト・ジオラマに使用されることもある。その場合鉄道模型で使われる縮尺と同一または近似縮尺の製品が使われることが多い。

### 主なメーカー
カッコ内はブランド名。
- アトラス(en:Atlas Model Railroad)
- Ms（エムズ）コレクション/展望舎→ロコモデルの項も参照
- キブリ(de:Kibri)
- グリーンマックス
- 関水金属 (KATO)
- 津川洋行
- さんけい
- トミーテック (TOMIX・街並みコレクション/建物コレクション)
- バックマン (Plasticville)
- ヒルマモデルクラフト
- ファーラー
- フォルマー(de:Vollmer (Modelleisenbahnzubehör))
- Metcalfe
- ウォルサーズ (en:Wm. K. Walthers, Corner Stone)
- ウッドランドシーニックス